# Endeis holthuisi
Endeis holthuisi är en havsspindelart som beskrevs av Stock, J.H. 1961. Endeis holthuisi ingår i släktet Endeis och familjen Endeididae. Inga underarter finns listade i Catalogue of Life.